# Stazione di Zushi
La stazione di Zushi (逗子駅?, Zushi-eki) è la principale stazione ferroviaria della città giapponese di Yokosuka, nella prefettura di Kanagawa. È servita dalle linee Shōnan-Shinjuku e Yokosuka della JR East. La stazione dista 57,8 km dalla stazione di Tokyo.

## Linee
East Japan Railway Company
■ Linea Shōnan-Shinjuku
■ Linea Yokosuka

## Struttura
La stazione di Zushi è realizzata in superficie, con tre binari serviti da un marciapiede centrale a isola e uno laterale. La stazione è dotata di biglietteria presenziata, uscite su entrambi i lati, bagni e ascensori e, fuori dai varchi di accesso, un ufficio di polizia e un convenience store.
| 1   | ■ Linea Yokosuka        |  | per Ōfuna, Yokohama, Tokyo, Chiba e Aeroporto Narita                                 |
| 1   | ■ Linea Shōnan-Shinjuku |  | per Ōfuna, Yokohama, Shibuya, Shinjuku e Ōmiya (prosecuzione sulla linea Utsunomiya) |
| 2-3 | ■ Linea Shōnan-Shinjuku |  | per Ōfuna, Yokohama, Shibuya, Shinjuku e Ōmiya (prosecuzione sulla linea Utsunomiya) |
| 2-3 | ■ Linea Yokosuka        |  | per Yokosuka e Kurihama                                                              |

## Stazioni adiacenti
| «                     | Servizio       | »              |
| Linea Yokosuka        | Linea Yokosuka | Linea Yokosuka |
| --------------------- | -------------- | -------------- |
| Kamakura              | Locale         | Higashi-Zushi  |
| Linea Shōnan-Shinjuku |                |                |
| Kamakura              | Locale         | Capolinea      |